# Norwood (Ohio)
Norwood is een plaats (city) in de Amerikaanse staat Ohio, en valt bestuurlijk gezien onder Hamilton County.

## Demografie
Bij de volkstelling in 2000 werd het aantal inwoners vastgesteld op 21.675.
In 2006 is het aantal inwoners door het United States Census Bureau geschat op 19.532, een daling van 2143 (-9,9%).

## Geografie
Volgens het United States Census Bureau beslaat de plaats een oppervlakte van
8,1 km², geheel bestaande uit land.

## Geboren
- Vera-Ellen (1921-1981), actrice en danseres
- George Chakiris (1932), danser, acteur

## Plaatsen in de nabije omgeving
De onderstaande figuur toont nabijgelegen plaatsen in een straal van 8 km rond Norwood.